# Garcinia pachyclada
Garcinia pachyclada là một loài thực vật có hoa trong họ Bứa. Loài này được N.Robson mô tả khoa học đầu tiên năm 1958.